# Tobias Hauke
Tobias Constantin Hauke (ur. 11 września 1987) – niemiecki hokeista na trawie. Dwukrotny złoty oraz jednokrotnie brązowy medalista olimpijski.
Występuje w obronie. W reprezentacji Niemiec debiutował w 2005. Brał udział w dwóch igrzyskach (IO 08, IO 12), na obu zdobywał złote medale. W 2010 zajął drugie miejsce na mistrzostwach świata, również drugi był w mistrzostwach Europy w 2009, triumfował za to w mistrzostwach Europy w 2011. W kadrze rozegrał 166 spotkań i strzelił 4 bramki. Dodatkowo w hali grał w barwach Niemiec 19 razy (11 trafień), zdobył tytuł halowego mistrza świata w 2007 oraz 2011 i Europy w 2012. Wcześniej występował w kadrach juniorskich i młodzieżowych. 